# ニコチン酸デヒドロゲナーゼ (シトクロム)
ニコチン酸デヒドロゲナーゼ (シトクロム)（nicotinate dehydrogenase (cytochrome)）は、次の化学反応を触媒する酸化還元酵素である。
ニコチン酸 + フェリシトクロム + H2O {\displaystyle \rightleftharpoons } 6-ヒドロキシニコチン酸 + フェロシトクロム
この酵素の基質はニコチン酸、フェリシトクロムとH2Oで、生成物は6-ヒドロキシニコチン酸とフェロシトクロムである。
この酵素は酸化還元酵素に属し、シトクロムを受容体としてCH基またはCH2基に特異的に作用する。組織名はnicotinate:cytochrome 6-oxidoreductase (hydroxylating)で、別名にnicotinic acid hydroxylase、nicotinate hydroxylaseがある。